# Рилец
Рилец (до 29 юни 1942 г. Джендема, наричан и Смрадливия чал) е име на връх и хребет в Средна Рила, именуван в чест на майстор Алекси Рилец.
Върхът е най-високата точка (2713 m н.в.) на къс, труднопроходим хребет, който се отделя на север от Рилецкото било (едно от двете основни била на Средна Рила). Върхът дава името си както на хребета, така и на основното било и на целия планински дял в тази част на планината – Рилецкия дял на Средна Рила.
Рилец е гол, скалист връх, наподобяващ огромна гранитна пирамида. Голяма част от него, както и билото на хребета, са покрити с грамадни и нестабилни каменни отломки, по които трябва да се преминава с повишено внимание. Труднопроходим е и районът около върха, където обширни участъци от скални отломки се редуват с пояси от непристъпен клек. Оттук вероятно произлиза старото име на върха и циркуса – Джендема (на турски пъкъл, ад), което остава популярно. През зимата изкачването му е с висока категория на трудност и е необходимо умело използване на алпийска техника на придвижване и осигуряване.
Върхът е част е от вододелното било между реките Рилска и Илийна. Хребетът Рилец също е вододел: на Смрадливия поток и Дяволската (Джендемската) река; в циркус по източния му склон е разположено Смрадливото езеро, а в югозападното му подножие се намират Дяволските (Джендемските) езера. Хребетът на север от върха се разполовява и на тераса, оградена от двата вторични хребета, е разположено Черното езеро. На север склоновете на хребета стигат до Рилската река.
Върхът предлага внушителна гледка към Мальвишкия дял на Северозападна Рила. Най-близко разположената хижа до върха е „Рибни езера“ (2230 m).